# Butterfly (BACK-ONの曲)
「Butterfly」（バタフライ）は、BACK-ONの4枚目のシングル。2007年9月19日にcutting edgeから発売された。

## 概要
3枚目のシングル「flower」と同日発売。
タイアップ先に合わせて、新宿区歌舞伎町がジャケット写真になっている。

## 収録曲
1. Butterfly [3:49]
テレビ朝日 ドラマ『新宿スワン』主題歌。
PVは制作されておらず、CM用の15秒サイズが事実上のPVとなっている。CMの視聴は公式HP上で確認できる。
レコチョク内の楽曲解説にて、『GReeeeNのHIDEがBACK-ONの中でNo.1と呼ぶ曲』と紹介されている。
2. Spark [3:09]
3. DRIVE (首都高 REMIX) [2:37]
原型バージョンは、ミニアルバム『NEW WORLD』に収録されている。本作のイメージと合わせたアップテンポとなった楽曲。

### クレジット
All Lyrics by TEEDA & KENJI03
All Songs Written by BACK-ON
Remixed by BACK-ON(#3)
All Songs Produced by JIN

## 収録アルバム
1. Butterfly
  - 『YES!!!』
2. Spark
  - アルバム未収録。